# Bibiane Schoofs
Bibiane Schoofs (nació el 13 de mayo de 1988), anteriormente conocida como Bibiane Weijers, es una tenista profesional neerlandesa. 
Su mejor clasificación en la WTA fue la número 142 del mundo, que llegó el 11 de junio de 2012. En abril de 2018, alcanzó el número 83 del mundo de dobles. Hasta la fecha, ha ganado ocho individuales y diceciséis títulos de dobles en el ITF tour a añadir a los 3 títulos de WTA que posee.
Jugó por los Países Bajos en la Fed Cup, Schoofs tiene un récord de 3-6 ganados y perdidos.

## Títulos WTA (3; 0+3)

### Dobles (3)
| Leyenda                                |
| Grand Slam (0)                         |
| WTA Finals (0)                         |
| P. Mandatory & Premier 5, WTA 1000 (0) |
| Premier, WTA 500 (0)                   |
| International, WTA 250 (3)             |

| No. | Fecha                | Torneo           | Superficie | Pareja         | Oponentes en la final             | Resultado   |
| 1.  | 7 de enero de 2018   | Auckland         | Dura       | Sara Errani    | Eri Hozumi Miyu Kato              | 7-5, 6-1    |
| 2.  | 5 de febrero de 2023 | Lyon             | Dura (i)   | Cristina Bucșa | Olga Danilović Alexandra Panova   | 7-6(5), 6-3 |
| 3.  | 16 de junio de 2024  | 's-Hertogenbosch | Césped     | Ingrid Neel    | Tereza Mihalíková Olivia Nicholls | 7-6(3), 6-3 |

#### Finalista (3)
| No. | Fecha               | Torneo           | Superficie | Pareja          | Oponentes en la final            | Resultado |
| 1.  | 16 de junio de 2019 | 's-Hertogenbosch | Hierba     | Lesley Kerkhove | Shuko Aoyama Aleksandra Krunić   | 5-7, 3-6  |
| 2.  | 8 de marzo de 2020  | Lyon             | Dura (i)   | Lesley Kerkhove | Laura Ioana Paar Julia Wachaczyk | 5-7, 4-6  |
| 3.  | 3 de marzo de 2024  | Austin           | Dura       | Katarzyna Kawa  | Olivia Gadecki Olivia Nicholls   | 2-6, 4-6  |

## Títulos WTA 125s
| Leyenda  | Individuales | Dobles |
| -------- | ------------ | ------ |
| WTA 125s | 0            | 2      |

### Dobles (2)
| N.º | Fecha                   | Torneos    | Superficie    | Pareja             | Oponentes                          | Resultado        |
| --- | ----------------------- | ---------- | ------------- | ------------------ | ---------------------------------- | ---------------- |
| 1.  | 26 de noviembre de 2017 | Mumbai     | Dura          | Victoria Rodríguez | Irina Khromacheva Dalila Jakupović | 7-5, 3-6, [10-7] |
| 2.  | 6 de mayo de 2023       | Saint-Malo | Tierra batida | Greet Minnen       | Ulrikke Eikeri Eri Hozumi          | 7–6(7), 7–6(3)   |